# 呂一型潜水艦
呂一型潜水艦（ろいちがたせんすいかん）は、日本海軍の潜水艦の艦級。F1型（エフいちがた）とも。同型艦2隻。

## 概要
イタリア・フィアット社が設計したロレンチ型潜水艦を日本でライセンス生産したものである。主機はフィアット型ディーゼルを輸入した。建造は川崎造船所で1920年(大正9年)に竣工した。竣工時の名称は第十八潜水艦並びに第二十一潜水艦である。本型は船体の強度に難があり、また主機のディーゼルの信頼性も低く実用上問題があった。1932年(昭和7年)に両艦除籍、戦歴は特にない。

## 同型艦

### 呂1
- 呂号第一潜水艦

1920年（大正9年）3月31日竣工（神戸川崎）。竣工時の艦名は第十八潜水艦。1924年（大正13年）11月1日呂号第一潜水艦に改称。1932年(昭和7年)4月1日除籍。

### 呂2
- 呂号第二潜水艦

1920年（大正9年）4月20日竣工（神戸川崎）。竣工時の艦名は第二十一潜水艦。1924年（大正13年）11月1日呂号第二潜水艦に改称。1932年(昭和7年)4月1日除籍。

## 潜水隊
竣工した呂1型は呉鎮守府籍となり、当初S型、海中1型、海中2型からなる第14潜水隊に編入された。その後呉鎮守府と横須賀鎮守府で潜水隊を育成してきた海軍は佐世保鎮守府にも潜水隊を配置することとし、大正9年12月1日に潜水隊を編成。佐鎮の固有番号が与えられて第21潜水隊となった。編成と同時に佐世保鎮守府籍に改められ、佐世保鎮守府佐世保防備部隊に配備された。船体構造の欠陥から潜航深度20ｍが限界で、また主機のフィアット式ディーゼル機関の整備が難しく計画速力を達成できないなどの問題があったため艦隊に召集されず、昭和7年4月1日に所属艦が除籍されると同時に解隊された。